# Confine tra Germania e Repubblica Ceca
Il confine tra la Germania e la Repubblica Ceca descrive la linea di demarcazione tra questi due Stati. Ha una lunghezza di 646 km.

## Caratteristiche
La linea di confine interessa la parte est della Germania e quella ovest della Repubblica Ceca. Ha un andamento generale da nord verso sud.
Inizia alla triplice frontiera tra Germania, Polonia e Repubblica Ceca e termina alla triplice frontiera tra Austria, Germania e Repubblica Ceca.
Per lungo tratto il confine segue i Monti Metalliferi.

## Fiumi
Parecchi corsi d'acqua attraversano questa linea di confine o ne costituiscono una parte. Tra questi vi sono:
- Chamb (in ceco: Kouba)
- Pfreimd
- Wondreb (in ceco: Odrava; in tedesco: Wondreb)
- Ohře (in tedesco: Eger)
- Regnitz
- Weisse Elster (in ceco: Bílý Halštrof)
- Načetinský
- Flöha (in ceco: Flájský)
- Wilde Weißeritz (in ceco: Divoká Bystřice)
- Müglitz (in ceco: Mohelnice)
- Biela
- Elba (in ceco: Labe)
- Sprea (in ceco: Spréva)
- Mandau (in ceco: Mandava)
- Nysa Łużycka (in ceco: Lužická Nisa)